# Haversjön (Björnlunda socken, Södermanland)
Haversjön är en sjö i Gnesta kommun i Södermanland och ingår i Trosaåns huvudavrinningsområde. Sjön har en area på 0,539 kvadratkilometer och ligger 9,7 meter över havet. Sjön avvattnas av vattendraget Väla å.
Haversjön är en bråkdel av sin forna yta sedan den sänktes på 1890-talet, stora delar av den gamla havsbotten utgörs av sank strandäng. Vid sjöns södra sida återfinns före detta fideikommisset Jakobsbergs gård.

## Delavrinningsområde
Haversjön ingår i det delavrinningsområde (654924-157873) som SMHI kallar för Inloppet i Storsjön. Medelhöjden är 29 meter över havet och ytan är 28,35 kvadratkilometer. Räknas de 2 avrinningsområdena uppströms in blir den ackumulerade arean 72,82 kvadratkilometer. Väla å som avvattnar avrinningsområdet har biflödesordning 2, vilket innebär att vattnet flödar genom totalt 2 vattendrag innan det når havet efter 37 kilometer. Avrinningsområdet består mestadels av skog (38 procent), öppen mark (14 procent) och jordbruk (40 procent). Avrinningsområdet har 0,96 kvadratkilometer vattenytor vilket ger det en sjöprocent på 3,4 procent. Bebyggelsen i området täcker en yta av 0,58 kvadratkilometer eller 2 procent av avrinningsområdet.